# Maków (gmina)

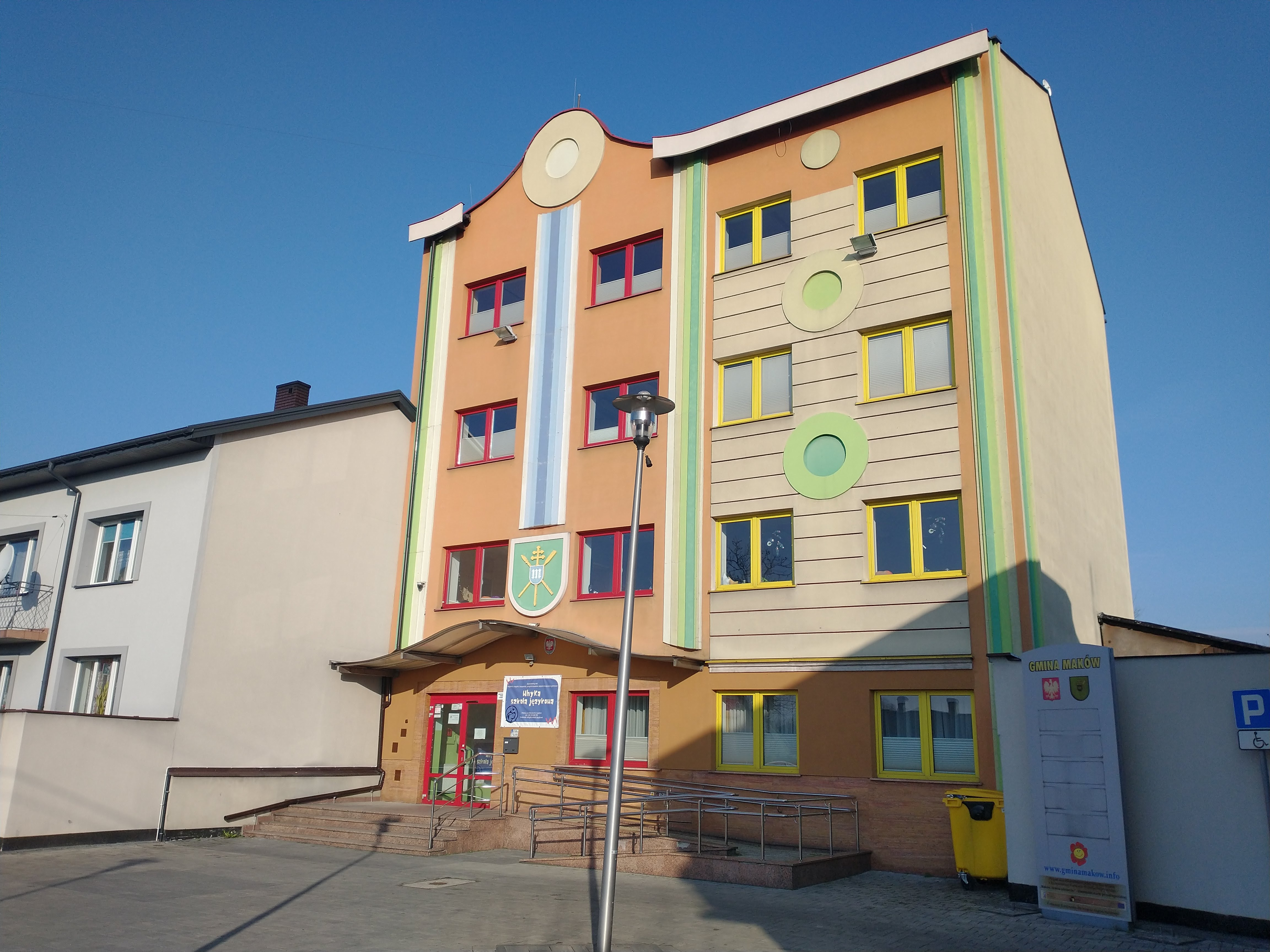
Stara siedziba Urzędu Gminy

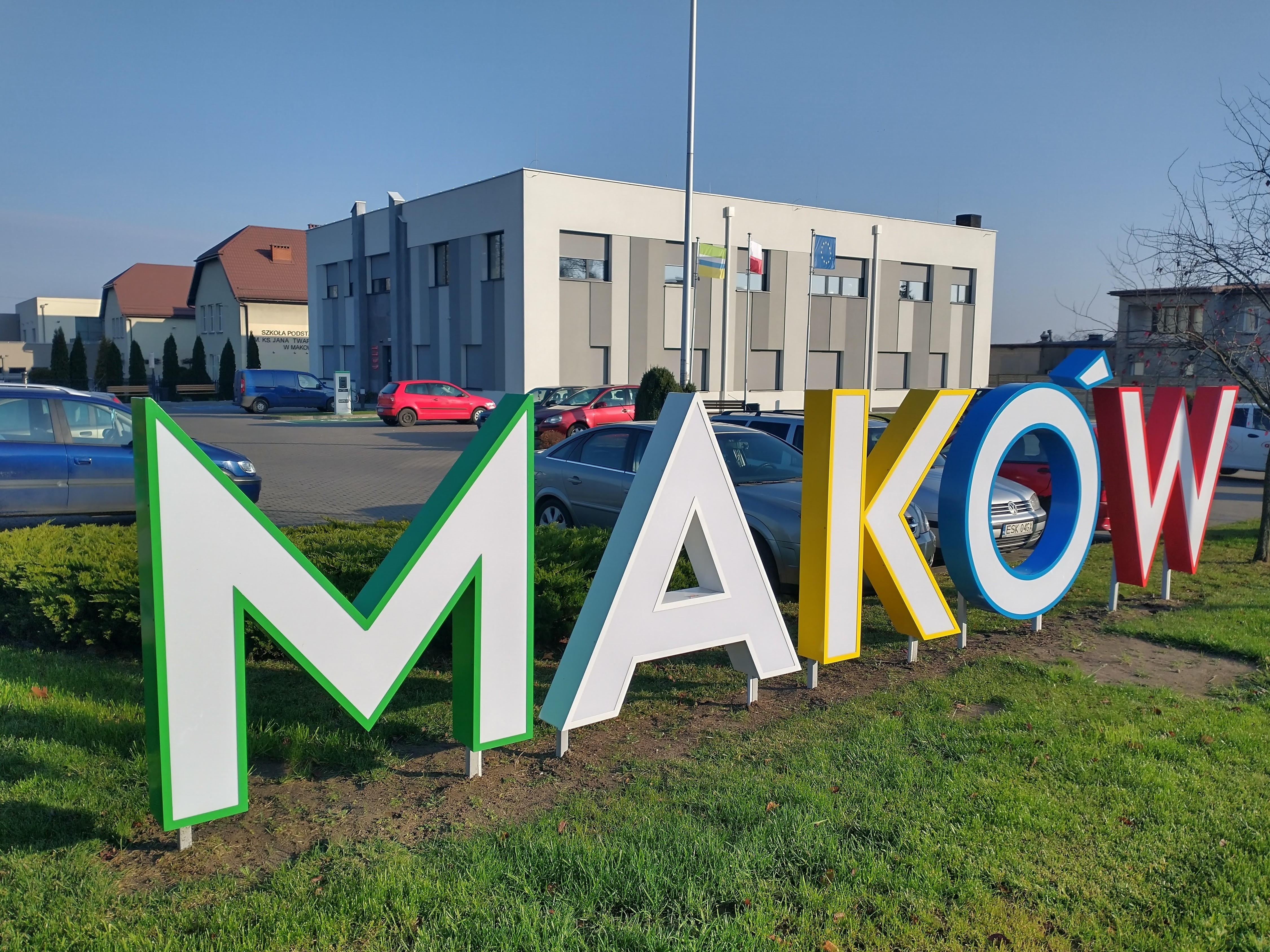
Nowa siedziba Urzędu Gminy

Maków – gmina wiejska w województwie łódzkim, w powiecie skierniewickim. W latach 1975–1998 gmina położona była w województwie skierniewickim.
Siedziba gminy to Maków.
Według danych z 2010 gminę w roku 2008 zamieszkiwało 6013 osób, a w 2009 roku zamieszkiwały ją 5972 osoby. Natomiast według danych z 31 grudnia 2017 roku gminę zamieszkiwało 5981 osób.
Według danych z 31 grudnia 2019 roku gminę zamieszkiwały 5983 osoby.

## Historia
Gmina Maków została utworzona 1 stycznia 1973 w powiecie skierniewickim, w województwie łódzkim w związku z reformą administracyjną wprowadzającą ponownie gminy w miejsce dotychczasowych gromad. W jej skład weszło 12 sołectw: Dąbrowice, Jacochów, Krężce, Maków, Maków-Kolonia, Pszczonów, Retniowiec, Sielce, Słomków, Święte Laski, Święte Nowaki i Wola Makowska. Wkrótce sołectwa Retniowiec, Święte Laski i Święte Nowaki połączono w jedno sołectwo Święte.
Gminę Maków zniesiono 1 stycznia 1977, a jej obszar włączono:
- do gminy Skierniewice – sołectwa Dąbrowice, Krężce, Maków, Maków-Kolonia, Pszczonów, Sielce, Słomków i Wola Makowska oraz miejscowości Święte Laski i Święte Nowaki z sołectwa Święte.
- do gminy Łyszkowice – sołectwa Jacochów i Pszczonów oraz miejscowość Retniowiec z sołectwa Święte.

Społeczeństwo Makowa i okolicznych miejscowości nigdy nie pogodziło się z odgórnymi decyzjami władz. I tak z dniem 1 października 1982, dzięki staraniom miejscowych działaczy społecznych, gminę Maków reaktywowano, w skład której weszło początowo tylko dziewięć sołectw włączonych w 1977 roku do gminy Skierniewice: Dąbrowice, Krężce, Maków, Maków-Kolonia, Pszczonów, Sielce, Słomków, Wola Makowska i Święte (Święte Laski i Święte Nowaki). Dwa lata później, 1 stycznia 1984, dołączono do niej dodatkowe dwa sołectwa, włączone w 1977 roku do gminy Łyszkowice (Jacochów i Pszczonów). Poza obszarem oryginalej gminy Maków pozostał tylko Retniowiec, który 1 października 1982 wyłączono z gminy Łyszkowice i włączono do gminy Lipce Reymontowskie.

## Struktura powierzchni
Według danych z roku 2002 gmina Maków ma obszar 82,97 km², w tym:
- użytki rolne: 67%
- użytki leśne: 25%

Gmina stanowi 10,97% powierzchni powiatu.

## Rezerwaty przyrody
Na terenie gminy znajdują się następujące rezerwaty przyrody:
- rezerwat przyrody Uroczysko Bażantarnia – chroni grąd, ols, łęg jesionowo-olszowy oraz liczne drzewa pomnikowe, m.in. buki na granicy zasięgu,
- rezerwat przyrody Źródła Borówki – chroni zbiorowiska leśne grądu i boru mieszanego oraz swoiste cechy krajobrazu.

## Demografia

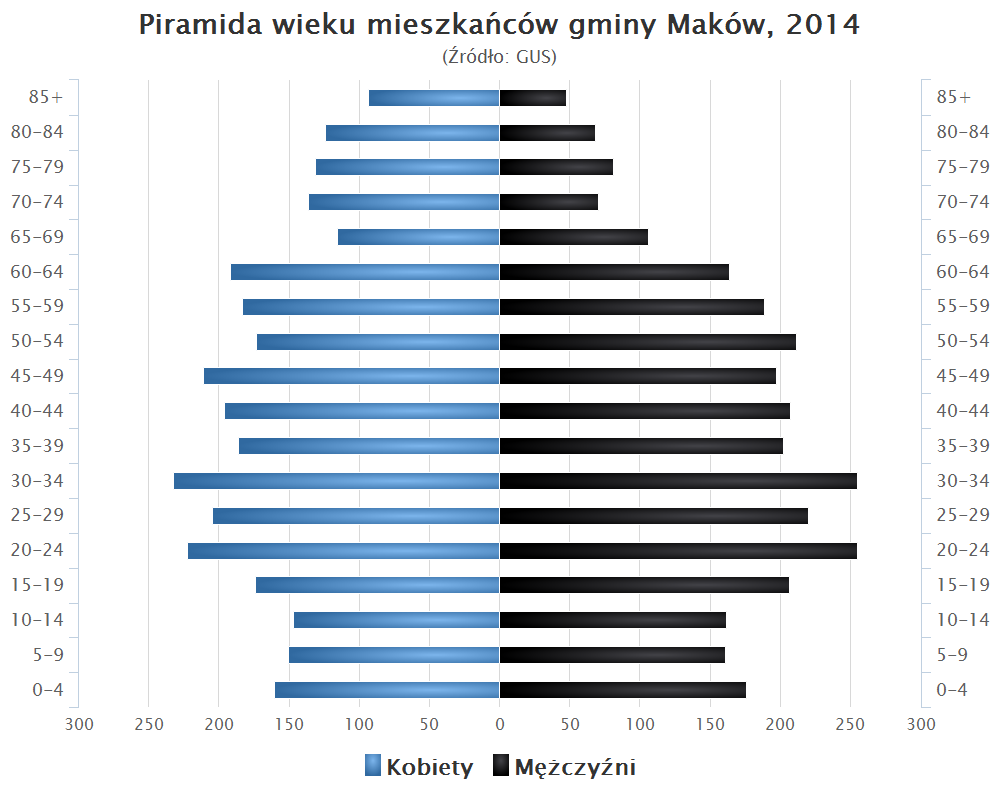
Piramida wieku mieszkańców gminy Maków w 2014 roku

Dane z 31 grudnia 2017 roku:
| Opis                              | Ogółem | Ogółem | Kobiety | Kobiety | Mężczyźni | Mężczyźni |
| --------------------------------- | ------ | ------ | ------- | ------- | --------- | --------- |
| Jednostka                         | osób   | %      | osób    | %       | osób      | %         |
| Populacja                         | 5981   | 100    | 3016    | 50,4    | 2965      | 49,6      |
| Gęstość zaludnienia [mieszk./km²] | 73     | 73     | 37      | 37      | 36        | 36        |

## Sołectwa
Dąbrowice, Jacochów, Krężce, Maków, Maków-Kolonia, Pszczonów, Sielce (wsie: Sielce Lewe i Sielce Prawe), Słomków, Święte (wsie: Święte Laski i Święte Nowaki), Wola Makowska.
Miejscowości bez statusu sołectwa: Święte Laski-Kolonia i Zwierzyniec.

## Sąsiednie gminy
Godzianów, Lipce Reymontowskie, Łyszkowice, Skierniewice, Skierniewice (miasto)

## Miasta partnerskie
- Malaty